# Crkva Majke Božje Snježne (Risvica)
Crkva Majke Božje Snježne je rimokatolička crkva u selu Risvica, općini Kumrovec zaštićeno kulturno dobro.

## Opis dobra
Barokno-klasicistička crkva Majke Božje Snježne u Risvici, općina Kumrovec, smještena je na vrhu brijega izvan naselja, a podno Cesargrada. Spominje se još 1639. g. kao manja, zidana, s drvenim tabulatom, a pred ulazom se nalazio drveni trijem i drveni zvonik. Kroz dva stoljeća čestim izmjenama i dogradnjama dobiva današnji izgled kojim dominira zvonik pred glavnim pročeljem. Jedinstvenom su raščlambom starije dvodjelno svetište, flankirano sakristijama i noviji brod spojeni u skladnu cjelinu pod dvoslivnim krovom zaobljenim nad svetištem. U crkvi su tri oltara. Glavni oltar je iz 1802. godine s drvenim kipom Majke Božje Snježne iz 17. stoljeća.

## Zaštita
Pod oznakom Z-2442 zavedena je kao nepokretno kulturno dobro - pojedinačno, pravnog statusa zaštićena kulturnog dobra, klasificirano kao "sakralna graditeljska baština".